# Power Strike (serie)
Power Strike è una serie di videogiochi sparatutto a scorrimento creata da Compile.
Il primo gioco della serie, Aleste (1988) per MSX2, è stato distribuito in Europa e negli Stati Uniti d'America per Sega Master System con il titolo Power Strike. Il gioco ha ricevuto nel 1989 due sequel per MSX2, Aleste 2 e Aleste Gaiden. Nel 1993 viene pubblicato Power Strike II per Sega Master System.
Altri titoli della saga sono M.U.S.H.A. (1990), GG Aleste (1991), Super Aleste (pubblicato in America come Space Megaforce) e Robo Aleste (1992). L'ultimo videogioco è GG Aleste II: Lance Bird (1993) per Game Gear, distribuito l'anno seguente in Europa come Power Strike II. Nel 1993 parte dello staff di Compile lascia l'azienda per fondare 8ing/Raizing.
In occasione del trentennale dalla pubblicazione di Aleste M2, detentore della proprietà intellettuale della serie, ha annunciato un nuovo videogioco, previsto per l'estate 2019. A luglio 2019 la rivista giapponese Famitsū ha riportato che il titolo del gioco, ancora in sviluppo, è Aleste Branch.